# Xã LaSalle, Quận LaSalle, Illinois
Xã LaSalle (tiếng Anh: LaSalle Township) là một xã thuộc quận LaSalle, tiểu bang Illinois, Hoa Kỳ. Năm 2010, dân số của xã này là 13.565 người.